# 1905 au Canada
Pour un article plus général, voir Chronologie du Canada.
Cet article traite des événements qui se sont produits durant l'année 1905 au Canada.

## Événements

### Politique
- 11 janvier : ouverture de la 10e législature du Canada.
- 25 janvier : élection générale ontarienne de 1905. Les conservateurs de James Whitney remplacent les libéraux de George William Ross.

- 27 février : Clifford Sifton démissionne du cabinet de Wilfrid Laurier.

- 23 mars : à la suite de la démission de Simon-Napoléon Parent, Lomer Gouin (libéral) devient premier ministre au Québec.

- 10 mai : les Armoiries du Manitoba et les Armoiries de l'Île-du-Prince-Édouard sont octroyées.

- Juillet : signature du Traité 9 entre le roi et les premières nations du nord de l'Ontario et du nord ouest du Québec.

- 1er septembre : au Canada, la Saskatchewan (capitale : Regina) et l’Alberta (capitale : Edmonton) deviennent les huitième et neuvième provinces canadiennes (en vertu de l’Acte de la Saskatchewan et de l’Acte de l’Alberta).
- 5 septembre : Thomas Walter Scott devient premier ministre de la Saskatchewan.

- 9 novembre : élection générale albertaine de 1905. Les libéraux de Alexander Cameron Rutherford remportent cette élection.

- 13 décembre : élection générale saskatchewanaise de 1905. Les libéraux de Walter Scott remportent cette élection.

### Sport

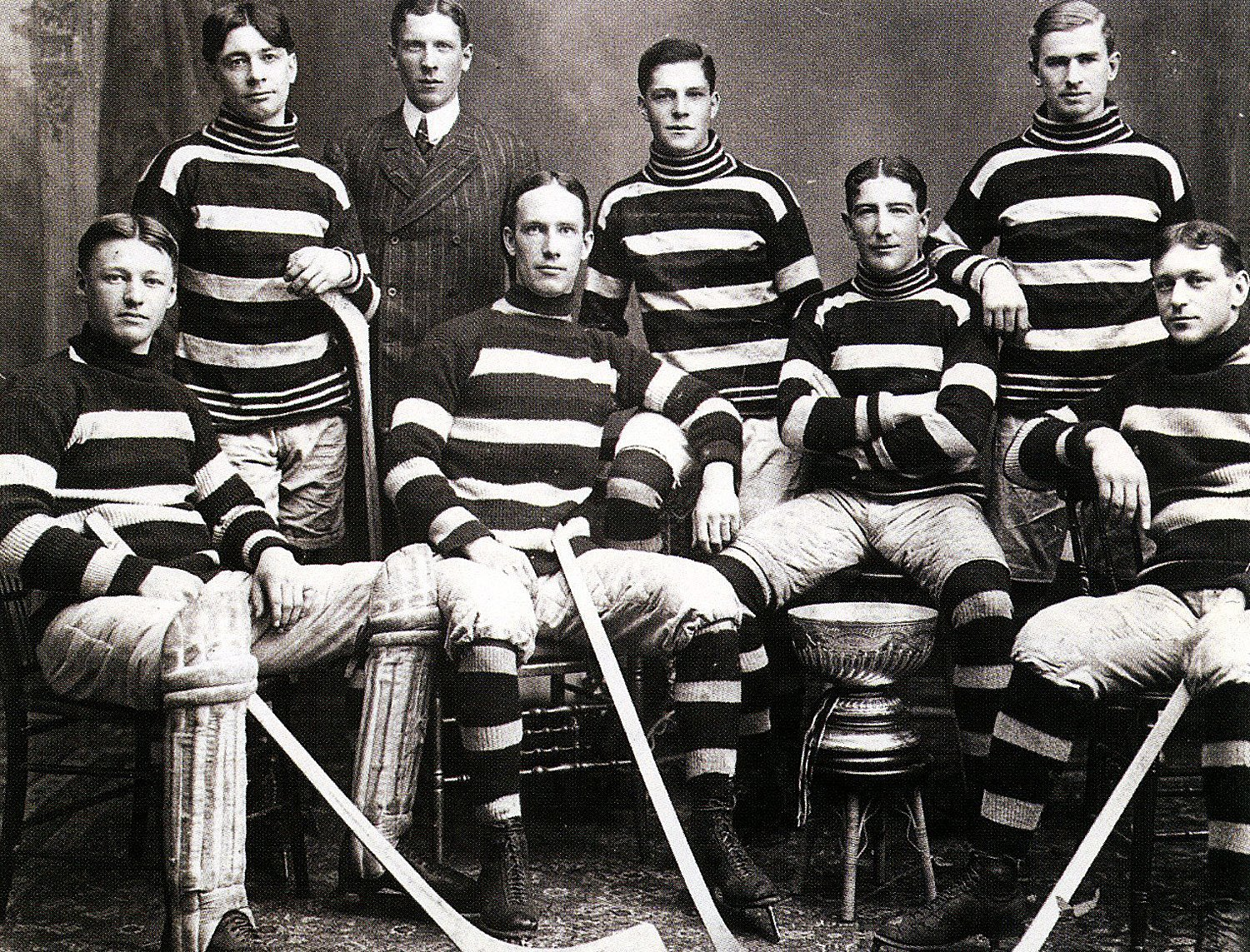
Les Silver Seven en 1905 avec la Coupe Stanley.

- Janvier : les Nuggets de Dawson City affrontent les Silver Seven d'Ottawa pour la coupe Stanley. Les Silver Seven gagnent 9-2 et 23-2 les deux matchs.

### Économie
- Le chemin de fer du Canadian Northern Railway est complété jusqu'à Edmonton.
- Fondation de Dominion Textile.

### Science
- 26 août : le norvégien Roald Amundsen essaie le premier de voyager à travers le Passage du nord-ouest.

on du dinosaure Albertosaurus en Alberta.

### Faits divers
- Incendie important dans l'Hôpital Royal Victoria.

## Naissances
- 21 janvier : Escott Reid, professeur et diplomate.
- 25 janvier : Maurice Roy, cardinal, archevêque de Québec († 24 octobre 1985).
- 28 janvier : Ellen Fairclough, première femme élue à la chambre des communes.
- 8 février : Louis-Philippe Pigeon, juge à la cour suprême.
- 30 avril : John Peters Humphrey, avocat et rédacteur de la Déclaration universelle des droits de l'homme.
- 16 mai : William Gagnon, missionnaire.
- 8 juin : Ralph Steinhauer, lieutenant-gouverneur de l'Alberta.
- 26 octobre : George Flahiff, cardinal canadien, archevêque de Winnipeg (Canada) († 22 août 1989).
- 1er novembre : Paul-Émile Borduas, artiste peintre.
- 1er décembre : Alex Wilson, athlète.

## Décès
- 23 avril : Gédéon Ouimet, premier ministre du Québec.
- 24 avril : Jules-Paul Tardivel, journaliste.
- 29 mai : William McDougall, père de la Confédération.
- Adolphe Rho, artiste peintre.
- 6 juillet : Catherine-Aurélie Caouette, religieuse mystique.
- 8 septembre : David Howard Harrison, premier ministre du Manitoba.
- 29 octobre : Étienne Desmarteau, athlète.